# Eupithecia egenaria
Eupithecia egenaria là một loài bướm đêm thuộc họ Geometridae. Nó được tìm thấy ở almost khắp châu Âu, ngoại trừ Bồ Đào Nha, Ireland và phần phía nam của bán đảo Balkan.
Sải cánh dài 21–24 mm. Có một lứa một năm con trưởng thành bay từ tháng 5 đến tháng 6.
Ấu trùng ăn các loài Tilia. Ấu trùng có thể tìm thấy từ tháng 6 đến tháng 8. Nó qua đông trong giai đoạn nhộng.